# Gilberto Peyret
Gilberto Peyret fue un actor de reparto cinematográfico y teatral uruguayo, que hizo su carrera en Argentina.

## Carrera
Destacado actor de reparto, Peyret, se lució notablemente en decenas de roles durante la época de oro del cine argentino, rodeado de importantes figuras del ambiente artístico como Hugo del Carril, Olinda Bozán, Narciso Ibáñez Menta, Osvaldo Miranda, Sandro, María Rosa Gallo, Carmen del Moral, Tono Andreu, Alita Román], Francisco de Paula, Eddie Pequenino, Perla Mux, Juan Serrador, Cirilo Etulain, Francisco Martínez Allende y Alberto Lamartinentre, entre otros.
Su carrera despegó en los años 1970 y culminó en la década de 1970.

## Filmografía
- 1948: Rodríguez supernumerario
- 1948: Tierra del Fuego
- 1949: Diez segundos
- 1949: Se llamaba Carlos Gardel
- 1950: La muerte está mintiendo
- 1950: Marihuana
- 1951: Vivir un instante
- 1952: El gaucho y el diablo
- 1954: Sucedió en Buenos Aires
- 1954: Su seguro servidor
- 1954: Sábado del pecado
- 1955: La simuladora
- 1956: Los torturados
- 1960: El asalto
- 1960: Culpable
- 1960: Obras maestras del terror
- 1961: El rufián
- 1964: Interpol llamando a Río
- 1964: Canuto Cañete y los 40 ladrones
- 1966: Escala musical
- 1966: Vivir es formidable
- 1969: Cautiva en la selva
- 1970: Muchacho
- 1975: Los chiflados del batallón.[2]

## Televisión
1960: El límite y el miedo, con Javier Portales y Elena Forte, por Canal 7.

## Teatro
- Una esperanza fallida (1945), con Berta Singerman, Matilde Rivera, José Maurer, Concepción Ríos y Pascual Nacaratti.
- El Escarabajo (1959), pieza de Pablo Palant, en un solo tiempo que hizo en el Teatro A.B.C., con un conjunto muy bien concertado por Alba Castellanos, Susana Fernández Anca y Jorge Villalba.[4]
- Las manos de Eurídice (1959).[5]
- El andador (1966), junto a Oscar Pedemonti, Marta Valdez, Dora Robles, Patricio Azcarate, Rubén Rodríguez Ponceta y Nelly Prince.
- El conventillo de la Paloma de Alberto Vacarezza.
- Comedia musical dirigida por Antonio De Bassi, con música de Francisco Canaro, junto con María Esther Duckse, Fernando Siro, Luis Capdevila, Marisa Núñez, Pablo Cumo(h), Luis G Linares y Toscanito.
- También encabezó una compañía junto a Lydia Quintana.